# Gerhard van Heukelum

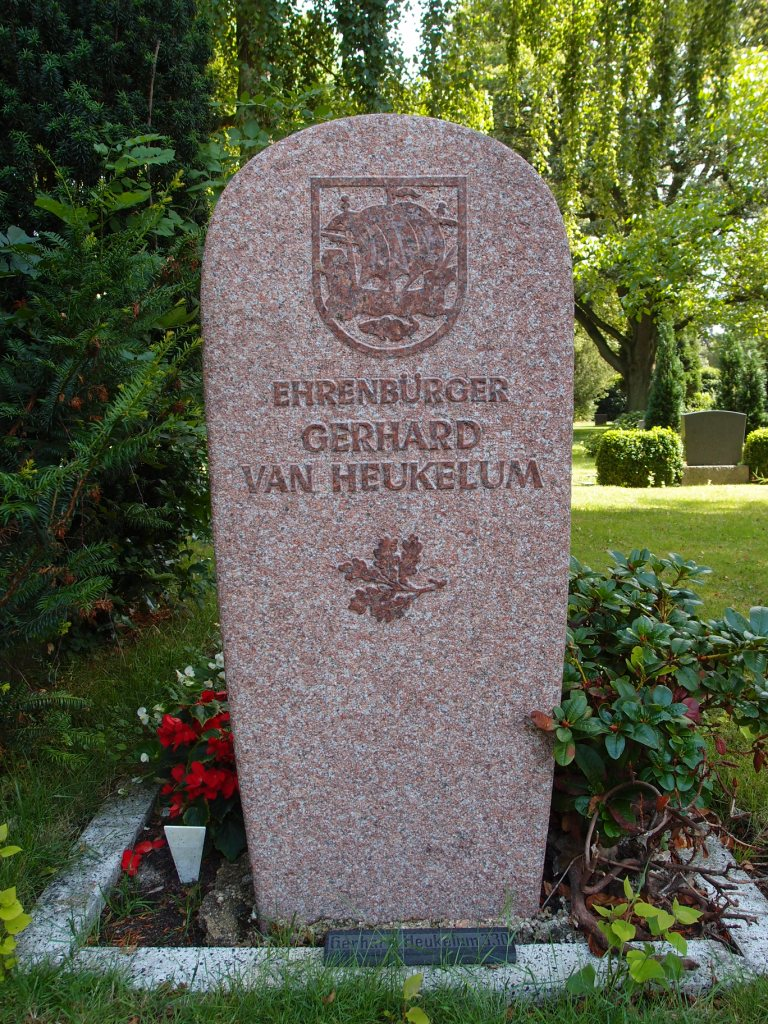
Grab von Gerhard van Heukelum

Gerhard van Heukelum (* 15. Januar 1890 auf Nordstrand; † 5. Mai 1969 in Debstedt) war ein deutscher Politiker (SPD), Oberbürgermeister von Bremerhaven und Senator in der Freien Hansestadt Bremen.

## Leben
Heukelum war Sohn eines Vieh- und Kornhändlers auf der Insel Nordstrand. Nach dem Besuch der Volksschule absolvierte er eine Ausbildung zum Nieter. Nach den Wanderjahren arbeitete er in einem metallverarbeitenden Betrieb in Bremerhaven. Gewerkschaftlich engagiert, schloss er sich im Jahr 1908 dem Deutschen Metallarbeiter-Verband (DMV) an. In den Jahren 1920 bis 1924 war er Geschäftsführer des Bremerhavener DMV-Verbandes. Seit 1910 SPD-Mitglied, wurde er 1919 in den Rat der Stadt Bremerhaven und 1928 zum Vorsitzenden der SPD-Fraktion gewählt. Ab 1924 war er Redakteur bei der sozialdemokratischen Zeitung Norddeutsche Volksstimme und wurde 1927 Chefredakteur des Blattes. Von 1922 bis 1925 war er ehrenamtlicher Stadtrat im Bremerhavener Magistrat. Er gehörte von 1927 bis 1933 der Bremischen Bürgerschaft an. In der Zeit des Nationalsozialismus musste er seine journalistische Tätigkeit aufgeben. Er wurde mehrfach inhaftiert. In der Folgezeit arbeitete er als Vertreter, Arbeiter und Buchhalter.

### Nachkriegszeit
Von 1946 bis zum 11. Februar 1947 war er Mitglied des Ernannten Hannoverschen Landtags. Er war 1947/48 erneut Mitglied der Bremischen Bürgerschaft und saß von Februar bis Juni 1948 im Wirtschaftsrat des Vereinigten Wirtschaftsgebietes. Nach der Bedingungslosen Kapitulation der Wehrmacht war van Heukelum im Mai 1945 von der US-amerikanischen Militärregierung zum Bürgermeister der Stadt Bremerhaven ernannt worden. Er war seit dem 2. Juli 1946 ehrenamtlicher Oberbürgermeister der Stadt Wesermünde, die im Februar 1947 auf sein Betreiben hin in das Land Bremen eingegliedert wurde, wobei das Hafengebiet bei der Stadt Bremen verblieb. Nach der Umbenennung Wesermündes in Bremerhaven 1947 amtierte er noch bis 1948 als Oberbürgermeister der Stadt, bis sich bei einer Kampfabstimmung der Stadtverordnetenversammlung Hermann Gullasch (auch SPD) mit den Stimmen jener Parteien, die mit van Heukelums Vorgehen nicht einverstanden waren (CDU, FDP, DP und der KPD), als Oberbürgermeister durchsetzte. Heukelum wurde am 18. Mai 1948 als Senator für Arbeit und Wohlfahrt in den vom Bremer Bürgermeister Wilhelm Kaisen geführten Senat der Freien Hansestadt Bremen berufen. Vom 29. November 1951 bis zum 21. Dezember 1959 war er Arbeitssenator in der Landesregierung. Im Anschluss fungierte er bis 1967 als ehrenamtlicher Stadtrat für das Krankenhauswesen im Bremerhavener Magistrat. Er starb mit 79 Jahren und wurde auf dem Bremerhavener Friedhof in Wulsdorf beerdigt.

### Nachfahren
Sein Sohn war der Diplom-Kaufmann Horst van Heukelum (geb. 8. November 1926 in Bremerhaven, gest. 18. Januar 2019 in Kronberg im Taunus), langjähriges Vorstandsmitglied der gewerkschaftlichen Bank für Gemeinwirtschaft und 1974–1979 Vorstandsvorsitzender der in Frankfurt am Main gegründeten co op AG, einer Holdinggesellschaft.

## Ehrungen
- Ehrenbürgerschaft der Stadt Bremerhaven (1968)

## Würdigungen
- Van-Heukelum-Straße in Bremerhaven-Lehe (1969)
- Gerhard-van-Heukelum-Haus, Alten- und Pflegewohnheim der Arbeiterwohlfahrt in Bremerhaven-Lehe (Fichtestr.)
- Ein Fischdampfer der Gemeinwirtschaftlichen Hochseefischerei GmbH trug den Namen Gerhard van Heukelum. Gebaut wurde er 1951 auf der Rickmerswerft: 594 BRT, 4830 Korb.